# Tachyspiza
Tachyspiza este un gen de păsări de pradă din familia Accipitridae. Speciile au fost anterior plasate în genul Accipiter.

## Taxonomie
Genul Tachyspiza a fost introdus în 1844 de către naturalistul german Johann Jakob Kaup, specia tip fiind Falco soloensis (șoimul chinez). Denumirea combină cuvintele din greaca veche ταχυς (takhus) care înseamnă „rapid” cu σπιζιας (spizias) care înseamnă „șoim”.
Speciile plasate acum în acest gen au fost atribuite anterior genului Accipiter. Studiile filogenetice moleculare au constatat că Accipiter era polifiletic și, în reorganizarea ulterioară pentru a crea genuri monofiletice, 27 de specii care au fost anterior plasate în Accipiter au fost mutate în genul Tachyspiza. 

### Specii
Genul conține 27 de specii:
- Tachyspiza badia
- Tachyspiza butleri
- Tachyspiza brevipes
- Tachyspiza soloensis
- Tachyspiza francesiae
- Tachyspiza trinotata
- Tachyspiza novaehollandiae
- Tachyspiza hiogaster
- Tachyspiza fasciata
- Tachyspiza melanochlamys
- Tachyspiza albogularis
- Tachyspiza haplochroa
- Tachyspiza rufitorques
- Tachyspiza henicogramma
- Tachyspiza luteoschistacea
- Tachyspiza imitator
- Tachyspiza poliocephala
- Tachyspiza princeps
- Tachyspiza erythropus
- Tachyspiza minulla
- Tachyspiza gularis
- Tachyspiza virgata
- Tachyspiza nanus
- Tachyspiza erythrauchen
- Tachyspiza cirrocephala
- Tachyspiza brachyura
- Tachyspiza rhodogaster